# Macrocnemum grandiflorum
Macrocnemum grandiflorum är en måreväxtart som först beskrevs av Hugh Algernon Weddell, och fick sitt nu gällande namn av Hugh Algernon Weddell. Macrocnemum grandiflorum ingår i släktet Macrocnemum och familjen måreväxter. Inga underarter finns listade i Catalogue of Life.